# Lotus SmartSuite
Die Lotus SmartSuite ist ein Office-Paket des Herstellers IBM (ursprünglicher Hersteller Lotus) für die Betriebssysteme Windows und OS/2. Das letzte Fixpack für SmartSuite 9.8.5 erschien im Jahr 2008. Smartsuite 9.8x und Organizer 5.x bis 6.1 sind jedoch unter Windows Vista und Windows 7 verwendbar. Dennoch wurden die Anwendungen noch bis November 2013 vermarktet. Der erweiterte Support für registrierte Kunden endete im September 2014.

## Überblick
Die Anwendungen der Programmsammlung in den 9.8.x-Versionen können Microsoftformate lesen und schreiben, wobei hinsichtlich Layout und Zeilen- bzw. Seitenumbrüchen keine DTP-ähnliche Originaltreue erwartet werden darf. Bei früheren Versionen (bis ca. 1999/2000) beschränkt sich eine rudimentäre Interoperabilität auf die Verwendung von Austauschformaten wie beispielsweise das RTF-Format. Microsoft unterstützt die Lotusformate kaum, Microsoft Office kann lediglich WKS- und WK1/WK3/WK4-Dateien einiger älterer 1-2-3-Programmversionen öffnen. Das Officepaket LibreOffice ist in der Lage, die Dateien der Anwendungen Lotus Word Pro und Lotus 1-2-3 zu lesen.
Die Sammlung der Büroprogramme von Lotus Development ist besonders gut für die Teamarbeit geeignet und kann zusammen mit Lotus Notes eingesetzt werden. Die objektorientierte Programmiersprache Lotusscript steht in den meisten Anwendungen bereit.

## Komponenten
Diese Zusammenstellung enthält meist folgende Programme:
- Lotus Word Pro (früher Ami Pro) – Textverarbeitung
- Lotus 1-2-3 – Tabellenkalkulation
- Lotus Approach – Datenbank
- Lotus Freelance Graphics – Präsentationsprogramm
- Lotus Organizer – Personal Information Management
- Lotus Fastsite – Konvertierung der SmartSuite-Dateien zu Webseiten und Erstellung einfacher fertiger Seiten mit Menüstrukturen

Die Programme entsprechen im Wesentlichen den Programmen des Marktführers Microsoft, wobei Organizer und Fastsite bereits zur Standardausstattung gehören. Hinzu kommen die Dienstprogramme ScreenCam und SmartCenter. ScreenCam zeichnet alle Bildschirmaktivitäten in Echtzeit auf und ermöglicht so in Verbindung mit einem angeschlossenen Mikrofon die einfache Erstellung von Filmen zu Demonstrationszwecken oder für Tutorials u. a. im WAV-Format. Das SmartCenter, welches früher noch Lotus Application Manager (LAM) hieß, ist das Pendant zur Microsoft-Office-Startleiste, hat aber mit seiner Schreibtischmetapher und mit Mini-Anwendungen, die üblicherweise auf einem Schreibtisch zu finden sind, einen erweiterten Funktionsumfang. Die einzelnen Kategorien werden am oberen Bildrand so angeordnet, dass sich die einzelnen Kategorien ähnlich einer Schublade nach unten öffnen und diese geöffneten Leisten je nach Kategorien weitere karteikartenähnlich angeordnete Inhalte anbieten. So lassen sich beispielsweise Inhalte z. B. aus Organizer, Adressbuch, Notizzetteln im Vordergrund verwalten und von dort die übrigen Anwendungen starten, beispielsweise durch einen Klick im Adressbuch eine E-Mail verfassen.
Ob es sich bei Lotus Symphony, das seit Mai 2008 in einer stabilen Version vorliegt, um das Nachfolgeprodukt handelt, ist unklar. Symphony basiert auf dem Code von OpenOffice.org und ist entwicklungsgeschichtlich nicht mit SmartSuite vergleichbar.

## Versionen

### Microsoft Windows
- SmartSuite für Windows 3.x (16-bit)
  - 1991: SmartSuite 1.0 (1-2-3 1.0, Freelance Graphics 1.0, MailPro)
  - 1992: SmartSuite 1.2 (1-2-3 1.1, Freelance Graphics 1.0)
  - 1992: SmartSuite 2.0 (Ami Pro 2.0, 1-2-3 1.1, Freelance Graphics 1.0, cc:Mail)
  - 1993: SmartSuite 2.1 (Ami Pro 3.0, 1-2-3 4.0, Freelance Graphics 2.0, Approach 2.0, Organizer 1.1)
  - 1994: SmartSuite 3.0 (Ami Pro 3.01, 1-2-3 4.0, Freelance Graphics 2.0, Approach 2.0, Organizer 1.13)
  - 1995: SmartSuite 3.1 (Ami Pro 3.1, 1-2-3 4.01, Freelance Graphics 2.1, Organizer 2.0)
  - 1996: SmartSuite 4.0 (Word Pro 96, Lotus 1-2-3 V5, Approach 3.0, Freelance Graphics 2.1, Organizer 2.1, ScreenCam 1.1)
  - 1997: SmartSuite 4.5 (Word Pro 97, Lotus 1-2-3 V5, Approach 3.0, Freelance Graphics 2.1, Organizer 2.1, ScreenCam 1.1)
- SmartSuite für Windows 95 (32-bit)
  - 1996: SmartSuite 96 (Lotus 1-2-3 V5, Approach 96, WordPro 96, Freelance Graphics 96, Organizer 2.1)
  - 1997: SmartSuite 97 (1-2-3 97, Word Pro 97, Approach 97, Freelance Graphics 97, Organizer 97, ScreenCam 4.0, SmartCenter)
- SmartSuite Millennium Edition
  - 1999: Version 9.5 – (Organizer 5.0, Fastsite 2.1, WordPro 9.5, 1-2-3 9.5, Freelance Graphics 9.5, Approach 9.5, SmartCenter, ScreenCam)
    - 2000: V 9.5.1
    - 2001: V 9.5.2

  - 2000:  Version 9.6
    - 2. Mai 2001: Version 9.6.1

  - 2001: Version 9.7
  - 2002: Version 9.8
    - 2003: V 9.8.1
    - Oktober 2004: V 9.8.2 (Fixpack 2) – Verbesserungen der Interoperabilität mit anderen IBM-Produkten und Microsoft Office, Fehlerkorrekturen
    - 2005: V 9.8.3 (Fixpack 3)
    - 2006: V 9.8.4 (Fixpack 4)
    - 2008: V 9.8.5 (Fixpack 5)
    - 2008: V 9.8.6 (Fixpack 6) – die letzten beiden Aktualisierungen betreffen nur noch die Datenbank Approach[4]

### IBM OS/2
- SmartSuite für OS/2
  - Dezember 1993:[5] Version 1.0 (Ami Pro 3.0, 1-2-3 2.0, Freelance Graphics 2.0, cc:Mail)
  - Februar 1994: Version 1.0a (freies Update auf Ami Pro 3.0a)
  - Mai 1994:[6] Version 1.1 (Ami Pro 3.0a, 1-2-3 2.1, Freelance Graphics 2.1, cc:Mail, Lotus Application Manager)
  - April 1995:[7] Version 2.0 (Ami Pro 3.0b, 1-2-3 2.1, Freelance Graphics 2.1, cc:Mail 1.03, Value Pack)
- SmartSuite für OS/2 Warp 4 (Open32-Portierung der Windows-Version)
  - 1997: Version 1.0 (nur in den USA)
  - 1998: Version 1.1
  - 1999: Version 1.1.1
  - 1999: Version 1.5
  - 2000: Version 1.5.1
  - 2000: Version 1.6
  - 2003: Version 1.7
  - 2003: Version 1.7.1
  - 2004: Version 1.7.2
  - 2004: Version 1.7.3

Unterstützte Sprachen sind Englisch, Dänisch, Deutsch, Spanisch, Französisch, Italienisch, Niederländisch und Portugiesisch.